# Údolní nádrž Želivka
Údolní nádrž Želivka är en reservoar i Tjeckien. Den ligger i den centrala delen av landet, 60 km sydost om huvudstaden Prag. Údolní nádrž Želivka ligger 392 meter över havet. Omgivningarna runt Údolní nádrž Želivka är en mosaik av jordbruksmark och naturlig växtlighet.